# NGC 2871
NGC 2871 is een ster in het sterrenbeeld Leeuw. Het hemelobject werd op 7 maart 1874 ontdekt door de Ierse astronoom Lawrence Parsons.